# Батковци
Батковци е бивше село в Западна България, присъединено към село Драговищица.

## История
При избухването на Балканската война в 1912 година човек от Батковци е доброволец в Македоно-одринското опълчение.
В 1951 година Батковци е слято с Драговищица. През селото минава река Крива.

## Личности
Родени в Батковци
- Йосиф Евстатиев (1893 – ?), македоно-одрински опълченец, 1 рота на 4 битолска дружина, ранен в Междусъюзническата война на 17 юни 1913 година, носител на орден „За храброст“ IV степен[3]